# Stadtturm (Innsbruck)

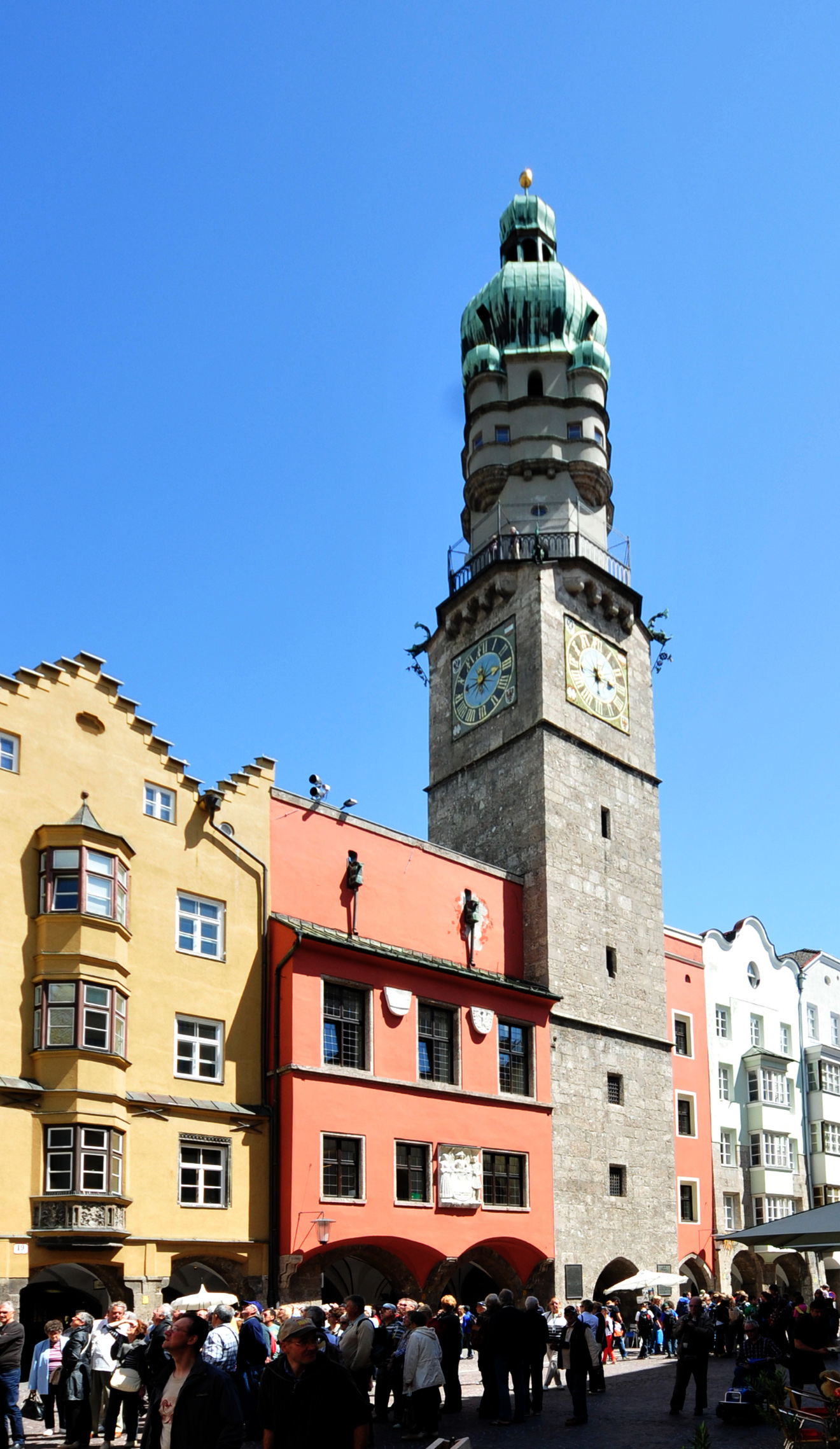
Der Stadtturm

Der Stadtturm genannte Rathausturm steht mitten im historischen Kern von Innsbruck, in der Herzog-Friedrich-Straße 21.

## Baubeschreibung
Der Stadtturm ist ein in der Häuserreihe eingeschlossenes, etwas vorspringendes, gotisches Bauwerk.
Durch das historische Rathaus erreicht man die in 31 Meter Höhe gelegene Aussichtsplattform, die gesamte Turmhöhe beträgt 51 Meter.
Der massive viereckige Unterbau besteht aus sechs Stockwerken und wird insgesamt in drei durch Kaffgesimse deutlich abgegrenzte Zonen gegliedert. Darüber befindet sich eine Plattform mit eisernem Geländer, welche durch den Aufstieg über die 148 Stufen durch den Turm erreicht werden kann. Oberhalb der Plattform erhebt sich ein schmälerer, achteckiger Aufbau mit vier halbrunde Erkern und einen großen Zwiebelhelm mit Laterne. Der gesamte Turm, ebenso wie Gesimse und Konsolen, sind aus Höttinger Breccie (Nagelfluh) erbaut, der achteckige Aufsatz ist verputzt.

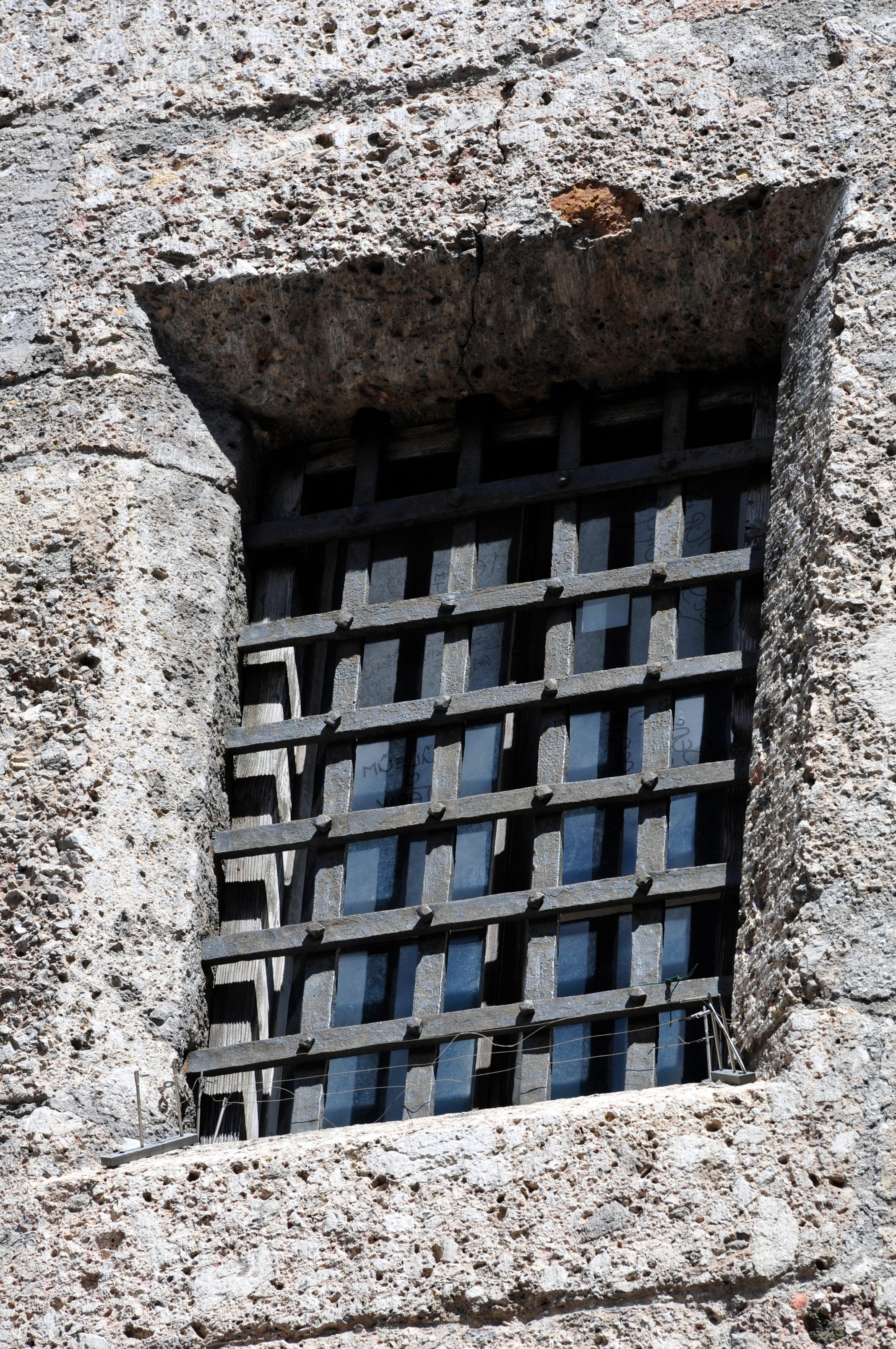
Gitter im 2. Stockwerk
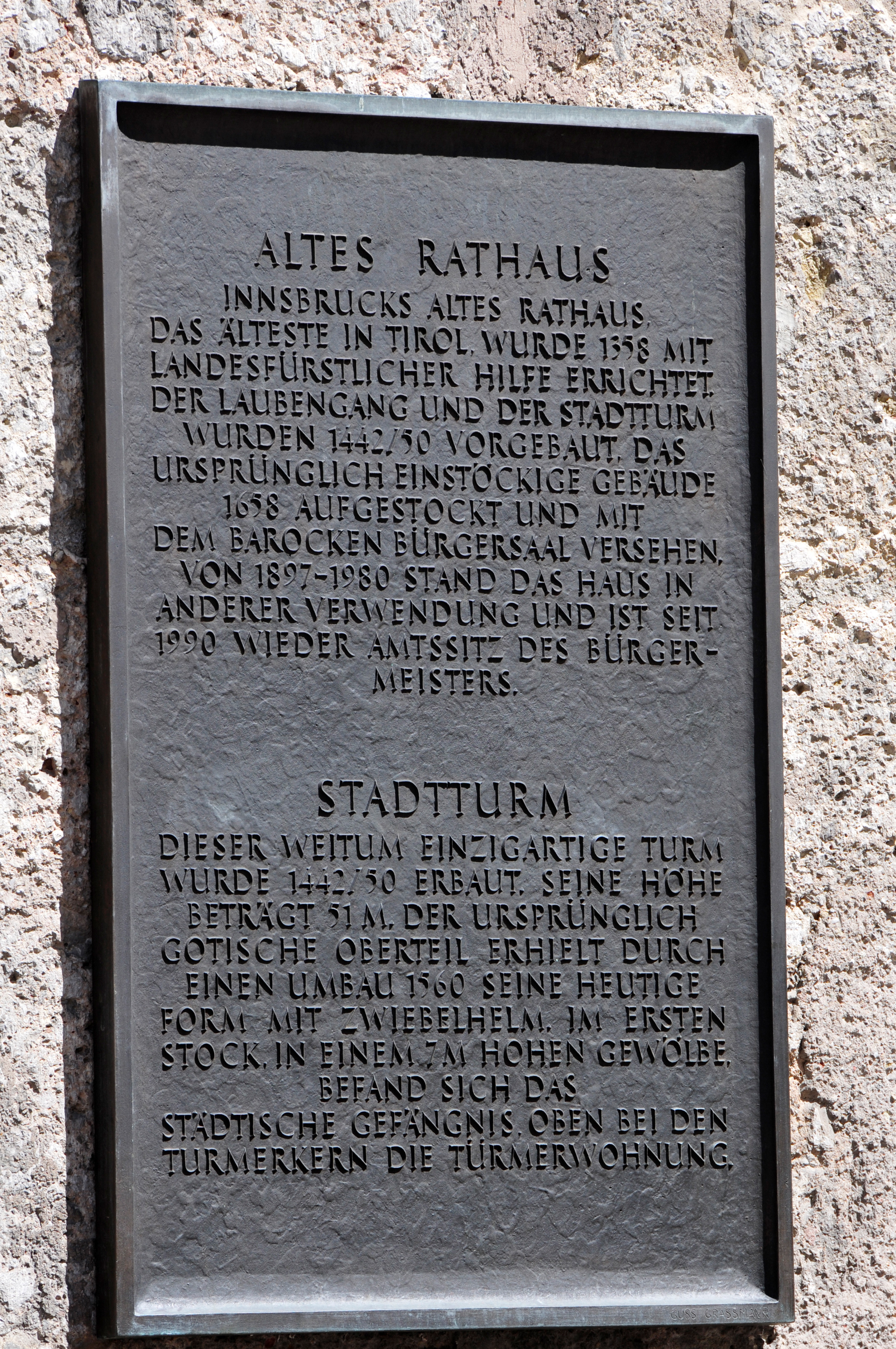
Gedenktafel für Altes Rathaus und Stadtturm
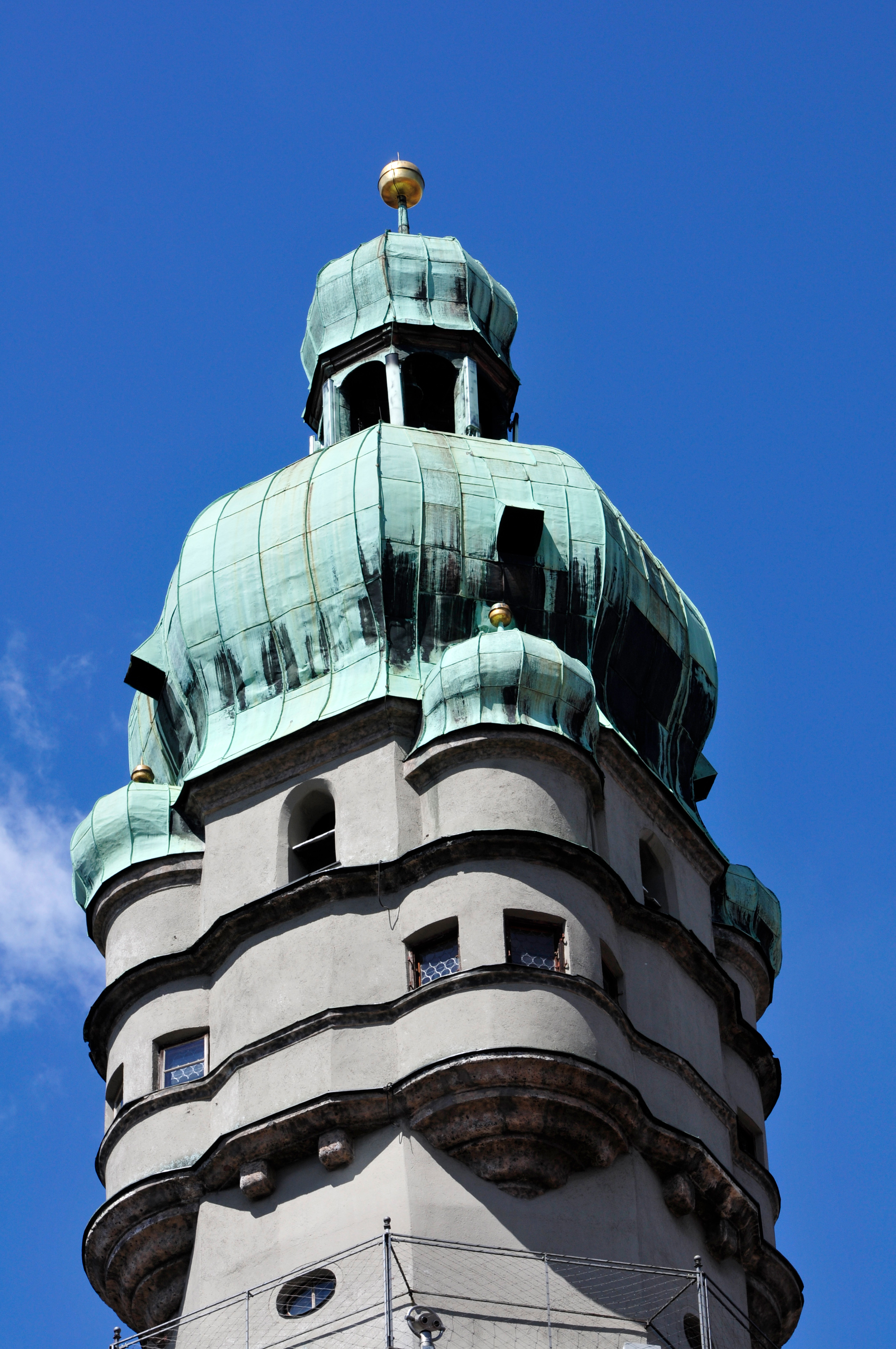
Turmspitze
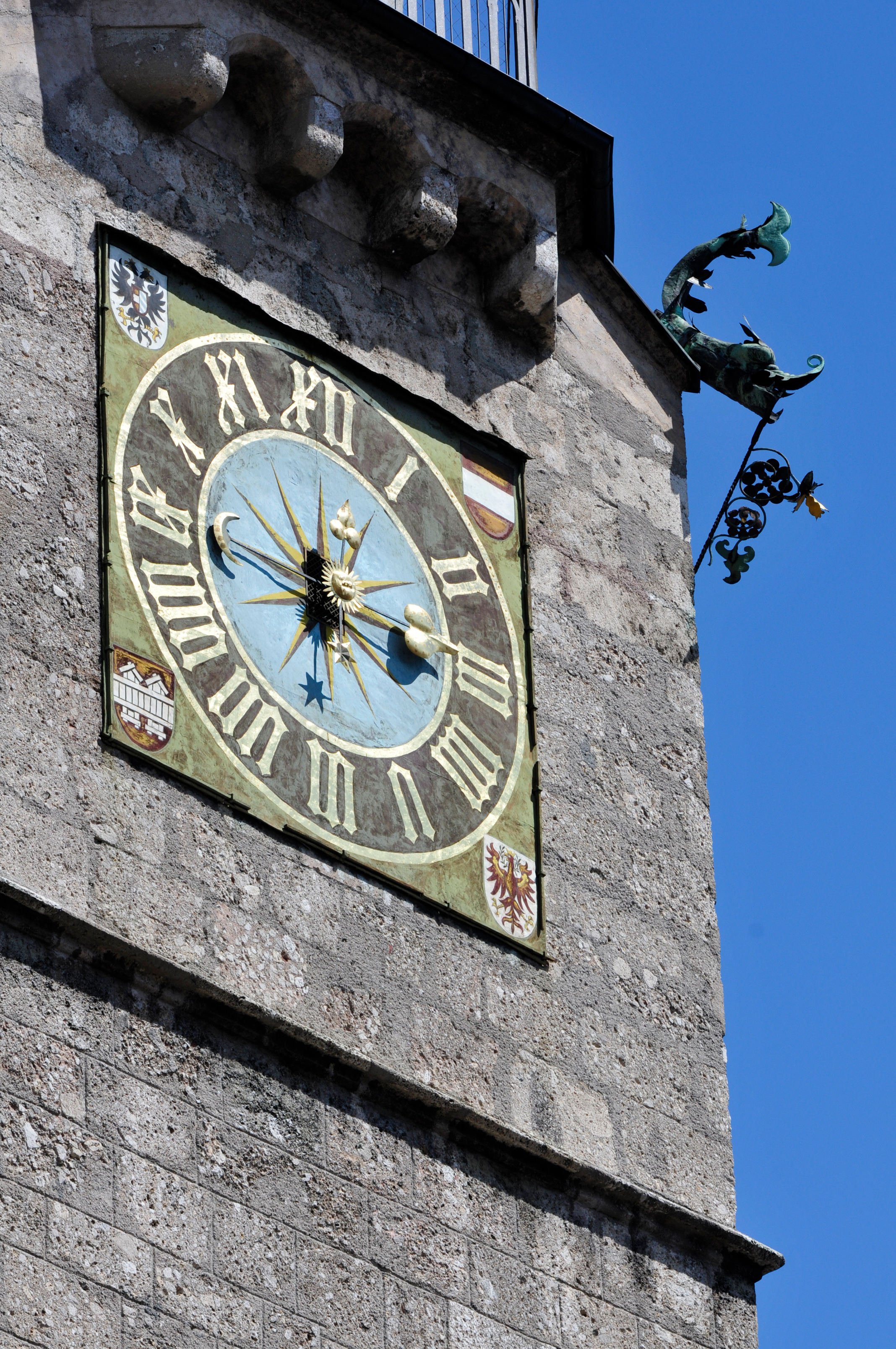
Uhr

## Geschichte
Der Turm wurde zwischen 1442 und 1450 an das alte Rathaus angebaut und ist neben dem Goldenen Dachl und der Annasäule ein Wahrzeichen Innsbrucks. Der Bau des Stadtturmes zeigt das gestiegene Selbstbewusstsein der Bürgerschaft und ihre Entschlossenheit, ihre Rechte und Freiheiten gegen jedermann zu verteidigen. Sowohl tags als auch nachts versahen Turmwächter ihren Dienst am Turm. Der erste urkundlich bekannte Turmwächter wurde 1529 auf Beschluss des Stadtrates zur Tagwache bestellt. Seine Aufgaben bestanden darin, die Stunden auszurufen und die Stadtbevölkerung rechtzeitig vor Feuer oder anderen Gefahren zu warnen. Die letzte Türmerin verrichtete bis 1967 ihren Dienst. Das Turmzimmer unter der Türmerwohnung wird seit 1951 für literarische Zusammenkünfte des Turmbunds genutzt.
Im Mittelalter diente der untere Bereich des Stadtturmes als Stadtgefängnis. Die vergitterten Fenster in den ersten beiden Geschossen erinnern noch heute daran.
Die ursprünglich gotische Spitze des Turmes wurde 1560 vom Stadtbaumeister Caspar Schäbl in den heute noch bestehenden Renaissance-Zwiebelhelm umgebaut. Zur Dekoration des Stadtturmes wurden 1586 vier schmiedeeiserne Wasserspeier in Delphinform am Turm angebracht.
Die erste Turmuhr erhielt der Turm im Jahre 1603, gebaut von Erasmus Melchior.